# Dorival Caymmi
Dorival Caymmi, né le 30 avril 1914 à Salvador de Bahia et mort le 16 août 2008  à Rio de Janeiro, est un chanteur et compositeur brésilien, considéré comme l'un des plus grands auteurs de chansons de la musique populaire brésilienne. Il avait un style personnel et reconnaissable, et a composé de nombreuses chansons devenues des classiques. Les sambas, telles Samba Da Minha Terra, Saudade de Bahia, Doralice et Morena Rosa sont devenues des standards de la musique populaire brésilienne. Il a aussi écrit des ballades dédiées aux pêcheurs intrépides de Bahia, parmi elles Promessa de Pescador et O Vento.

## Biographie
Dorival Caymmi est fils d'un immigré italien et d'une bahianaise. Bien que ses chansons célèbrent le peuple de Bahia et qu'il était lui-même célébré dans l'imaginaire populaire brésilien comme l'archétype du bahianais (Bahianais), il partit rencontrer la gloire à Rio de Janeiro dans les années 1930 et ne revint jamais à Bahia.

### Carrière
Il devint un contemporain et parfois un rival du compositeur Ary Barroso et apprécia toute sa vie l'amitié avec l'écrivain Jorge Amado. Dorival Caymmi rencontra d'abord le succès à la fin des années 1930 avec la chanteuse Carmen Miranda, pour qui il composa O Que é que a Baiana Tem?. Il enregistra pendant 5 décennies, tantôt chantant seul s’accompagnant à la guitare, tantôt entouré de fanfares et d'orchestres. Dans les années 1960, beaucoup de ses chansons furent interprétées par le pionnier de la bossa nova, João Gilberto (qui le considérait comme son idole), et il collabora avec Antonio Carlos Jobim.
Parmi les nombreux musiciens fortement influencés par Dorival Caymmi, on peut trouver Caetano Veloso et Gilberto Gil.

### Enfants
Ses fils Dori Caymmi (en) et Danilo Caymmi (en) ainsi que sa fille Nana Caymmi (en) sont aussi musiciens et chanteurs de premier plan, et débutèrent professionnellement en accompagnant leur père dans les tournées et les enregistrements.

## Compositions célèbres
- A Lenda do Abaeté
- Das Rosas
- Dois de Fevereiro
- Dora
- Doralice
- É Doce Morrer no Mar
- Eu Não Tenho Onde Morar
- João Valentão
- Lá Vem A Baiana
- Maracangalha
- Marina
- Milagre
- Morena do Mar
- Não Tem Solução
- Nem Eu
- Nunca Mais
- O Bem do Mar
- O Dengo que a Nega Tem
- O Que é Que a Baiana Tem?
- Oração pra Mãe Menininha
- Promessa de Pescador
- Oracão de Mãe Meninha
- Rosa Morena
- Samba da Minha Terra
- Sábado em Copacabana
- São Salvador
- Saudades da Bahia
- Saudade de Itapoã
- Suíte dos Pescadores